# Ферония
Ферония (лат. Feronia) — древнеиталийская богиня полей и лесов, а также целебных трав. Покровительница освобождения рабов (ввиду чего в её храме у Таррацины отпускались на волю рабы). Хтоническая богиня, относимая к подземному миру.
Чтилась при горе Соракте, в земле капенатов, в той части её, где она граничила с землями латинян и сабинян. Ферония имела там священную рощу и очень богатый храм и получала в жертву первые плоды. Поблизости бывали большие ярмарки. Почиталась во многих местах Италии, в частности во всей Центральной.
Её сын был Эрул, царь города Пренесте, которому она дала три души, так что Евандр должен был убивать его три раза.
Древнегреческими авторами отождествлялась с Персефоной. Дионисий Галикарнасский (III 32,1) пишет, что её имя переводят на греческий язык то как Антофора (Цветоносная), то как Филостефания (Любящая венки), то как Ферсефона.
По признанному мнению считается этрусской богиней.
В её честь назван венец Феронии на Венере и астероид (72) Ферония, открытый в 1861 году.